# Fresnay-en-Retz
Pour les articles homonymes, voir Fresnay.
Fresnay-en-Retz est une ancienne commune de l'Ouest de la France, située dans le département de la Loire-Atlantique, en région Pays de la Loire, devenue le 1er janvier 2016, une commune déléguée de la commune nouvelle de Villeneuve-en-Retz.
La commune déléguée fait partie de la Bretagne historique, dans le pays traditionnel du pays de Retz et dans le pays historique du Pays nantais.

## Géographie

### Situation
Proche du marais breton vendéen, Fresnay est située sur un axe de circulation important, reliant Saint-Nazaire à la Vendée. La commune est à 35 km au sud-ouest de Nantes.
Selon le classement établi par l'Insee en 1999, Fresnay-en-Retz était une commune rurale non polarisée (cf. Communes de la Loire-Atlantique).

### Paysages et activités
Cette commune vit la tranquillité d’une campagne encore bocagère et avec l’espace d’un marais façonné au cours des âges.
Sa surface est de 2 049 hectares, dont 103 hectares urbanisés, 300 hectares de marais et 70 hectares de bois. Les 1 576 hectares restants sont réservés à l’agriculture, au maraîchage, et quelques hectares de vignes. Ses surfaces sont réparties pour une trentaine d’exploitations agricoles.

## Marais breton de Fresnay-en-Retz
La zone immergée du littoral océanique, formant un double golfe du bourg des Moutiers à celui de Soullans en Vendée, séparée en son centre par la presqu’île de Beauvoir-sur-Mer se nomme le marais Breton. La mer avançait jusqu'aux pieds des collines de Fresnay. Un dépôt sédimentaire complexe fit monter le niveau des fonds marins, au point de créer cet espace d’atterrissement que l’homme essaya de coloniser au début de l’ère chrétienne, sous l’empire romain. Dès le XIe siècle des moines bénédictins aux Moutiers œuvraient en construisant drains et fossés nécessaires à l’activité salicole.
Dès la construction de l’écluse du port la Roche et plus tard celle du port du Collet, ces terres de marais isolées des eaux salées devinrent des pâturages encadrés de drains et fossés rectilignes.
Le marais est un milieu écologique très riche où la flore et la faune en font un espace particulièrement original et un lieu d’observation privilégié.

## Toponymie
Le nom de la localité est attesté sous la forme Fresnaium au XIIe siècle.
Fresnay-en-Retz se trouve dans la zone de transition linguistique entre le gallo et le poitevin. En gallo, le nom s'écrit Frenai selon l'écriture ABCD ou Frèsnaè selon l'écriture ELG.
En gallo comme en poitevin, le nom se prononce [fʁɛnɛ] ou [fʁɛnaj].
En breton, la commune a été baptisée Onnod-Raez (de onnod : « frênaie », qui vient de onn : « frêne », et de Raez : « Retz »).

## Histoire
Le 22 septembre 2015, après plusieurs mois de travail, les communes de Fresnay-en-Retz et Bourgneuf-en-Retz ont décidé de se regrouper au sein d'une commune nouvelle qui est baptisée Villeneuve-en-Retz. Ce regroupement permettrait de pallier la baisse programmée des dotations globales de fonctionnement versée par l'État durant les années suivantes. La création de la nouvelle commune est effective le 1er janvier 2016, entraînant la transformation des deux anciennes communes en « communes déléguées » de la nouvelle entité.

## Héraldique
| Blason | Blasonnement : D'or à un frêne de sable terrassé du même. Commentaires : Armes parlantes (le frêne symbolise la frênaie qu'évoque le nom de la ville), aux couleurs or et sable du blasonnement du pays de Retz : d'or à la croix de sable, rappelant l'appartenance de Fresnay-en-Retz au pays de Retz. Blason conçu par l'héraldiste Michel Pressensé (délibération municipale du 9 janvier 1995). |

## Politique et administration

### Liste des maires
| Période                                  | Période          | Identité                          | Étiquette | Qualité |
| ---------------------------------------- | ---------------- | --------------------------------- | --------- | --- |
| Les données manquantes sont à compléter. |                  |                                   |           | |
| 1789                                     | 1797             | François Ollivier                 |           | Arrêté à la révolution, il reprend ses fonctions par la suite                                                          |
| 1797                                     | 1799             | François Paty                     |           | |
| 1800                                     | 1807             | Jean Marzeleau                    |           | |
| 1807                                     | 1821             | Henri de la Brosse                |           | |
| 1821                                     | 1831             | Pierre Cebert de la Salle         |           | |
| 1831                                     | 1835             | Jean Rousteau                     |           | |
| 1835                                     | 1838             | Jean Giqueau                      |           | |
| 1838                                     | 1849             | Pierre Cebert de la Salle         |           | |
| 1849                                     | 1852             | Emile François                    |           | |
| 1852                                     | 1865             | Jean Dupont                       |           | |
| 1865                                     | 1870             | Julien Dubreil                    |           | |
| 1870                                     | 1871             | Jean Audriet                      |           | |
| 1871                                     | 1892             | Ambroise François de Rengervé     |           | |
| 1892                                     | 1925             | Ambroise Pierre-Marie de Rengervé |           | |
| 1925                                     | 1942             | Émile de Grandmaison              |           | |
| 1942                                     | 1962             | Joseph de Grandmaison             |           | |
| 1962                                     | 1982 (décès)     | Joseph Salaud                     |           | |
| 1982                                     | mars 1983        | Jean-Joseph Masson                |           | Entrepreneur de maçonnerie Maire par intérim après le décès de Joseph Salaud                                           |
| mars 1983                                | mars 2001        | Pierre Dabouis                    |           | Cadre retraité de la CPAM, maire honoraire Vice-président de la CC de la région de Machecoul                           |
| mars 2001                                | mars 2014        | Marie-Josèphe Boucard             | NC        | Retraitée de l'agriculture Adjointe au maire (1989 → 2001) Présidente de la CC de la région de Machecoul (2008 → 2014) |
| mars 2014                                | 31 décembre 2015 | Jean-Bernard Ferrer               | SE        | Retraité de la Marine nationale et du secteur fiduciaire Président de la CC de la région de Machecoul (2015 → 2016)    |

### Liste des maires délégués
| Période        | Période                   | Identité            | Étiquette | Qualité |
| -------------- | ------------------------- | ------------------- | --------- | --- |
| 5 janvier 2016 | 2 juillet 2020            | Jean-Bernard Ferrer | UDI       | Retraité de la Marine nationale et du secteur fiduciaire Président de la CC de la région de Machecoul (2015 → 2016) 1er vice-président de la CC Sud Retz Atlantique (2017 → 2020) |
| 3 juillet 2020 | En cours (au 21 mai 2025) | Laurent Piraud      | SE        | Chauffeur de bus |

## Démographie

### Évolution démographique
Les données concernant 1793 sont perdues. 
L'évolution du nombre d'habitants est connue à travers les recensements de la population effectués dans la commune depuis 1800. À partir du 1er janvier 2009, les populations légales des communes sont publiées annuellement dans le cadre d'un recensement qui repose désormais sur une collecte d'information annuelle, concernant successivement tous les territoires communaux au cours d'une période de cinq ans. 
Pour les communes de moins de 10 000 habitants, une enquête de recensement portant sur toute la population est réalisée tous les cinq ans, les populations légales des années intermédiaires étant quant à elles estimées par interpolation ou extrapolation. Pour la commune, le premier recensement exhaustif entrant dans le cadre du nouveau dispositif a été réalisé en 2005,.
En 2013, la commune comptait 1 265 habitants, en évolution de +8,21 % par rapport à 2008 (Loire-Atlantique : +6,34 %, France hors Mayotte : +2,49 %).
| 1800 | 1806 | 1821 | 1831 | 1836 | 1841 | 1846 | 1851 | 1856 |
| ---- | ---- | ---- | ---- | ---- | ---- | ---- | ---- | ---- |
| 630  | 694  | 774  | 870  | 764  | 738  | 764  | 721  | 816  |

| 1861 | 1866 | 1872 | 1876 | 1881 | 1886 | 1891 | 1896 | 1901 |
| ---- | ---- | ---- | ---- | ---- | ---- | ---- | ---- | ---- |
| 815  | 848  | 837  | 863  | 870  | 872  | 812  | 854  | 856  |

| 1906 | 1911 | 1921 | 1926 | 1931 | 1936 | 1946 | 1954 | 1962 |
| ---- | ---- | ---- | ---- | ---- | ---- | ---- | ---- | ---- |
| 833  | 812  | 665  | 706  | 661  | 713  | 691  | 660  | 665  |

| 1968 | 1975 | 1982 | 1990 | 1999 | 2005  | 2010  | 2013  | - |
| ---- | ---- | ---- | ---- | ---- | ----- | ----- | ----- | - |
| 716  | 759  | 877  | 848  | 859  | 1 017 | 1 235 | 1 265 | - |

### Pyramide des âges
Les données suivantes concernent l'année 2013 (la plus récente pour laquelle l'Insee a pu analyser les données) ; Fresnay est alors une commune à part entière. Sa population est alors relativement jeune. Le taux de personnes d'un âge supérieur à 60 ans (19,9 %) est en effet inférieur au taux national (22,6 %) et au taux départemental (22,5 %),,.
À l'instar des répartitions nationale et départementale, la population féminine de la commune est supérieure à la population masculine. Le taux (50,8 %) est du même ordre de grandeur que le taux national (51,6 %),,.
| Hommes | Classe d’âge | Femmes |
| ------ | ------------ | ------ |
| 0,3    | 90 ans ou +  | 0,6    |
| 6,0    | 75 à 89 ans  | 6,7    |
| 12,4   | 60 à 74 ans  | 13,8   |
| 18,3   | 45 à 59 ans  | 15,3   |
| 24,6   | 30 à 44 ans  | 24,2   |
| 13,0   | 15 à 29 ans  | 12,0   |
| 25,4   | 0 à 14 ans   | 27,4   |

| Hommes | Classe d’âge | Femmes |
| ------ | ------------ | ------ |
| 0,4    | 90 ans ou +  | 1,3    |
| 5,8    | 75 à 89 ans  | 9,1    |
| 13,5   | 60 à 74 ans  | 14,6   |
| 19,6   | 45 à 59 ans  | 19,2   |
| 20,8   | 30 à 44 ans  | 19,6   |
| 19,4   | 15 à 29 ans  | 17,7   |
| 20,5   | 0 à 14 ans   | 18,5   |

## Lieux et monuments
- L’église Notre-Dame de Fresnay datant du XVIIe siècle, reconstruite en 1801, est étonnante par son dallage, réalisé avec d’anciennes dalles funéraires (statues de saint Barthélemy et de saint Sébastien).
- Parc naturel de cervidés : plus de 200 animaux à découvrir à travers une vidéo et une visite commentée. Pour prolonger cette sortie nature, possibilité de promenade en carriole.
- Château de la Salle[16].
- Château de la Noë-Briord.
- Riche environnement rural, marais.
- Seigneurie de la Rondellerie, achetée comme bien national à la Révolution, par la famille Écomard de Sainte-Pazanne, vendue en 1974 à la famille Boucard.